# Abel-Test
Der Abel-Test ist eine gebräuchliche Methode zur Kontrolle der Qualität von Salpetersäureester-Explosivstoffen, wie Nitrocellulose, Nitroglycerin und Nitroglycol.  Mit dem Abel-Test wird die chemische Stabilität dieser Explosivstoffe gemessen.
Die Methode wurde 1875 von Frederick Augustus Abel vorgeschlagen. Dabei wird die Zeit gemessen, innerhalb welcher die von 1 g Explosivstoff bei 82,2 °C entwickelten Gase ein mit Kaliumiodid-Stärke-Lösung präpariertes und angefeuchtetes Filterpapier sich blau oder violett verfärbt. In einer empfindlicheren Ausführungsart wird eine Zinkiodid-Lösung verwendet. Diese Verfärbung soll bei gewerblichen Sprengstoffen frühestens nach 10 Minuten eintreten.